# Quần vợt tại Thế vận hội Mùa hè 2024 – Đôi nam nữ
Nội dung đôi nam nữ quần vợt tại Thế vận hội Mùa hè 2024 diễn ra từ ngày 29 tháng 7 đến ngày 2 tháng 8 năm 2024 tại Stade Roland Garros, ở Paris, Pháp. Có tổng cộng 32 tay vợt (16 đội) từ 16 quốc gia tham gia tranh tài.
Kateřina Siniaková và Tomáš Macháč của Cộng hòa Séc giành huy chương vàng, đánh bại Wang Xinyu và Zhang Zhizhen của Trung Quốc trong trận chung kết, 6–2, 5–7, [10–8]. Đây là huy chương Thế vận hội đầu tiên của Cộng hòa Séc ở nội dung đôi nam nữ môn quần vợt, và là huy chương vàng Thế vận hội thứ hai của Siniaková sau tấm huy chương vàng cô giành được ở nội dung đôi nữ tại Thế vận hội Mùa hè 2020. Trong trận tranh huy chương đồng, Gabriela Dabrowski và Félix Auger-Aliassime của Canada đánh bại Demi Schuurs và Wesley Koolhof của Hà Lan, 6–3, 7–6(7–2). Đây là huy chương Thế vận hội thứ hai của Canada ở môn quần vợt.
Andrey Rublev và Anastasia Pavlyuchenkova là đương kim vô địch, nhưng cả hai chọn không tham dự.

## Vòng loại
Mỗi Ủy ban Olympic quốc gia (NOC) có thể chọn tối đa một đội tham dự. Vòng loại cho nội dung đôi nam nữ chủ yếu dựa vào bảng xếp hạng ATP và WTA. Có 16 suất hạn ngạch cho đôi nam nữ.

## Thể thức thi đấu
Nội dung thi đấu theo thể thức đấu loại trực tiếp với một trận tranh huy chương đồng. Các trận đấu diễn ra theo thể thức đánh ba thắng hai. Loạt tiebreak (7 điểm) được áp dụng ở hai set đầu khi tỷ số là 6–6, trong khi ở set ba sẽ áp dụng loạt tiebreak (10 điểm).

## Lịch thi đấu
Nội dung diễn ra trong 5 ngày, từ Thứ Hai ngày 29 tháng 7 đến Thứ Sáu ngày 2 tháng 8.
| V64 | Vòng 1/64 | V32 | Vòng 1/32 | V16 | Vòng 1/16 | ¼ | Tứ kết | ½ | Bán kết | HCĐ | Tranh huy chương đồng | CK | Chung kết |

| 29 tháng 7 | 30 tháng 7 | 31 tháng 7 | 1 tháng 8 | 2 tháng 8 | 2 tháng 8 |
| ---------- | ---------- | ---------- | --------- | --------- | --------- |
| V16        | V16        | ¼          | ½         | HCĐ       | CK        |

## Hạt giống
Các hạt giống được công bố bởi Liên đoàn Quần vợt Quốc tế vào ngày 24 tháng 7 năm 2024.
01.    Laura Siegemund (GER) /  Alexander Zverev (GER) (Vòng 1)
02.    Ellen Perez (AUS) /  Matthew Ebden (AUS) (Tứ kết)
03.    Coco Gauff (USA) /  Taylor Fritz (USA) (Tứ kết)
04.    Maria Sakkari (GRE) /  Stefanos Tsitsipas (GRE) (Vòng 1)

## Kết quả
Lễ bốc thăm được diễn ra vào ngày 25 tháng 7 năm 2024.

### Từ viết tắt
| - Q = Vòng loại - WC = Đặc cách - LL = Thua cuộc may mắn - Alt = Thay thế - SE = Miễn đặc biệt | - PR = Bảo toàn thứ hạng - w/o = Thắng nhờ đối thủ rút lui trước trận đấu - r = Bỏ cuộc giữa trận đấu - d = Bị xử thua - SR = Xếp hạng đặc biệt |

| Chú thích biểu tượng quốc kỳ | Danh sách các quốc kỳ |

### Kết quả
|  | Vòng 1/16 | Vòng 1/16                                   | Vòng 1/16 | Vòng 1/16 | Vòng 1/16 |  |  | Tứ kết | Tứ kết                                      | Tứ kết | Tứ kết                                      | Tứ kết |   |      | Bán kết | Bán kết                            | Bán kết | Bán kết                        | Bán kết |   |     | Chung kết             | Chung kết                                   | Chung kết             | Chung kết             | Chung kết             |  |
|  |           |                                             |           |           |           |  |  |        |                                             |        |                                             |        |   |      |         |                                    |         |                                |         |   |     |                       |                                             |                       |                       |                       |  |
|  | 1         | L Siegemund (GER) · A Zverev (GER)          | 4         | 5         |           |  |  |        |                                             |        |                                             |        |   |      |         |                                    |         |                                |         |   |     |                       |                                             |                       |                       |                       |  |
|  |           | K Siniaková (CZE) · T Macháč (CZE)          | 6         | 7         |           |  |  |        | K Siniaková (CZE) · T Macháč (CZE)          | 7      | 6                                           |        |   |      |         |                                    |         |                                |         |   |     |                       |                                             |                       |                       |                       |  |
|  |           | C Garcia (FRA) · E Roger-Vasselin (FRA)     | 4         | 6         | [7]       |  |  | PR     | E Shibahara (JPN) · K Nishikori (JPN)       | 5      | 2                                           |        |   |      |         |                                    |         |                                |         |   |     |                       |                                             |                       |                       |                       |  |
|  | PR        | E Shibahara (JPN) · K Nishikori (JPN)       | 6         | 3         | [10]      |  |  |        |                                             |        |                                             |        |   |      |         | K Siniaková (CZE) · T Macháč (CZE) | 6       | 6                              |         |   |     |                       |                                             |                       |                       |                       |  |
|  | 3         | C Gauff (USA) · T Fritz (USA)               | 6         | 6         | [10]      |  |  |        |                                             |        | G Dabrowski (CAN) · F Auger-Aliassime (CAN) | 3      | 3 |      |         |                                    |         |                                |         |   |     |                       |                                             |                       |                       |                       |  |
|  | Alt       | N Podoroska (ARG) · M González (ARG)        | 1         | 78        | [5]       |  |  | 3      | C Gauff (USA) · T Fritz (USA)               | 62     | 6                                           | [8]    |   |      |         |                                    |         |                                |         |   |     |                       |                                             |                       |                       |                       |  |
|  |           | H Watson (GBR) · J Salisbury (GBR)          | 5         | 6         | [3]       |  |  |        | G Dabrowski (CAN) · F Auger-Aliassime (CAN) | 7      | 3                                           | [10]   |   |      |         |                                    |         |                                |         |   |     |                       |                                             |                       |                       |                       |  |
|  |           | G Dabrowski (CAN) · F Auger-Aliassime (CAN) | 7         | 4         | [10]      |  |  |        |                                             |        |                                             |        |   |      |         | K Siniaková (CZE) · T Macháč (CZE) | 6       | 5                              | [10]    |   |     |                       |                                             |                       |                       |                       |  |
|  |           | S Errani (ITA) · A Vavassori (ITA)          | 6         | 6         |           |  |  |        |                                             |        |                                             |        |   |      |         |                                    | Alt     | Xin Wang (CHN) · Z Zhang (CHN) | 2       | 7 | [8] |                       |                                             |                       |                       |                       |  |
|  |           | M Andreeva (AIN) · D Medvedev (AIN)         | 3         | 2         |           |  |  |        | S Errani (ITA) · A Vavassori (ITA)          | 7      | 3                                           | [9]    |   |      |         |                                    |         |                                |         |   |     |                       |                                             |                       |                       |                       |  |
|  |           | D Schuurs (NED) · W Koolhof (NED)           | 6         | 7         |           |  |  |        | D Schuurs (NED) · W Koolhof (NED)           | 64     | 6                                           | [11]   |   |      |         |                                    |         |                                |         |   |     |                       |                                             |                       |                       |                       |  |
|  | 4         | M Sakkari (GRE) · S Tsitsipas (GRE)         | 4         | 63        |           |  |  |        |                                             |        |                                             |        |   |      |         | D Schuurs (NED) · W Koolhof (NED)  | 6       | 4                              | [4]     |   |     | Tranh huy chương đồng | Tranh huy chương đồng                       | Tranh huy chương đồng | Tranh huy chương đồng | Tranh huy chương đồng |  |
|  | Alt       | L Stefani (BRA) · T Seyboth Wild (BRA)      | 6         | 3         | [8]       |  |  |        |                                             | Alt    | Xin Wang (CHN) · Z Zhang (CHN)              | 2      | 6 | [10] |         |                                    |         |                                |         |   |     |                       |                                             |                       |                       |                       |  |
|  | Alt       | Xin Wang (CHN) · Z Zhang (CHN)              | 3         | 6         | [10]      |  |  | Alt    | Xin Wang (CHN) · Z Zhang (CHN)              | 68     | 710                                         | [10]   |   |      |         |                                    |         |                                |         |   |     |                       | G Dabrowski (CAN) · F Auger-Aliassime (CAN) | 6                     | 7                     |                       |  |
|  |           | S Sorribes Tormo (ESP) · M Granollers (ESP) | 3         | 4         |           |  |  | 2      | E Perez (AUS) · M Ebden (AUS)               | 710    | 68                                          | [5]    |   |      |         | D Schuurs (NED) · W Koolhof (NED)  | 3       | 62                             |         |   |     |                       |                                             |                       |                       |                       |  |
|  | 2         | E Perez (AUS) · M Ebden (AUS)               | 6         | 6         |           |  |  |        |                                             |        |                                             |        |   |      |         |                                    |         |                                |         |   |     |                       |                                             |                       |                       |                       |  |